# C. J. Ramone
Christopher Joseph Ward (* 8. října 1965, Queens, New York, Spojené státy), známý jako C. J. Ramone, je americký hudebník, známý jako baskytarista punk rockové skupiny Ramones, v letech 1989-1996.

## Diskografie

### S Guitar Pete's Axe Attack
- Dead Soldier's Revenge (1985)
- Nightmare (1986)

### S Ramones
- Loco Live (1991)
- Mondo Bizarro (1992)
- Acid Eaters (1993)
- ¡Adios Amigos! (1995)
- Greatest Hits Live (1996)
- We're Outta Here! (1997)

### S Los Gusanos
- "Quick to Cut" 7" (1993)
- Youth Gone Mad split 7" (1994)
- I'd Love to Save the World EP (1994)
- Los Gusanos (1998)

### S Bad Chopper
- The Warm Jets 7" (pod jménem The Warm Jets) (2000)
- "Real Bad Time" 7" (2003)
- Bad Chopper (2007)

### Sólové album
- Reconquista (2012)[1]